# دیوانه (فیلم ۲۰۰۷ کانادایی)
دیوانه (به انگلیسی: The Mad) فیلمی محصول سال ۲۰۰۷ و به کارگردانی جان کالانگیس است. در این فیلم بازیگرانی همچون بیلی زین، مگی کستل و شانا مک‌دانلد ایفای نقش کرده‌اند.